# 韋爾斯伯勒 (印第安納州)
韋爾斯伯勒（英語：Wellsboro）是位於美國印地安納州拉波特縣的一個非建制地區。該地的面積和人口皆未知。